# Riera d'en Font
La Riera d'en Font és una riera que neix a Tiana i desguassa al Mar Mediterrani, al terme municipal de Montgat.

## Descripció
A Montgat, la riera d'en Font inicia el seu recorregut pel barri de Can Maurici, provinent de Tiana i, després d'uns 1200 metres desemboca al mar. El llit de la riera es manté de sauló, i hi creixen comunitats vegetals de riera com el canyissar. Al seu pas per diversos obstacles urbanístics -com són les autopistes, la carretera i la via del tren- es troba canalitzada.

## Singularitat
La riera d'en Font és pràcticament l'únic indret del municipi on hi ha connectivitat biològica des de l'espai PEIN de La Conreria - Sant Mateu - Cèllecs.

## Història
El Maresme ocupa un territori amb una plana litoral precedida d'una serralada, on neixen nombrosos torrents i rieres. Són corrents d'aigua de tipus estacional, que segueixen un recorregut curt amb forts desnivells, pel que en èpoques plujoses són habituals les rierades. Els nuclis urbans han crescut al voltant seu, ja que permetien disposar d'aigua i augmentaven la fertilitat de la terra. Amb l'increment de població que hi ha hagut en els darrers anys, els episodis de rierades han provocat nombrosos danys. Per aquest motiu, moltes de les rieres de la comarca s'han soterrat, fet que ha suposat la pèrdua d'aquests espais d'alt interès natural i paisatgístic.